# Herb Nowogrodźca
Herb Nowogrodźca – jeden z symboli miasta Nowogrodziec i gminy Nowogrodziec w postaci herbu.

## Wygląd i symbolika
Środek białej tarczy herbu miasta zajmują trzy elementy. Na środku umiejscowione jest smukła, wysoka wieża z czerwonej cegły, z blankami i bramą. Wieża kryta jest spadowym dachem zwieńczonym krzyżem. Kolor dachu jest szary. Obok wieży z prawej strony umieszczona jest zatknięta na hak głowa barana, zaś po lewej stronie wieży uwidoczniony jest hełm przykryty suknem, na którym podpiera się głowa barana. Obie części tej formy herbu pochodzą z herbu rodowego rodu von Rechenberg, którzy byli właścicielami Nowogrodźca w latach 1408-1491. 